# Градска кућа у Сомбору
Градска кућа у Сомбору је подигнута 1749. године, док је данашњи изглед добила је 1840. године доградњом нових крила и торња 1842. године. Грађевина је под заштитом Републике Србије као споменик културе од великог значаја. 

## Историјат
Градска кућа, Варошка кућа или Магистрат, су све називи које су житељи Сомбора у протекла два и по века користили за здање које представља централни архитектонски симбол града, настала је на основи некадашњег „двора“ сомборског капетана Јована Бранковића. Гроф Јован Јанко Бранковић, је био синовац и законити наследник несуђеног српског деспота, грофа Ђорђа Бранковића. Чеони део зграде каштела грофа Бранковића налазио се на месту данашње источне стране Градске куће, окренуте ка Светођурђевској цркви где је један век касније саграђена нова зграда.

## Архитектура
Нова зграда Градске куће је једноспратна грађевина квадратне основе са централним атријумом и осовинским пролазом, изграђена у стилу неокласицизма. Прочеље је са источне премештено на западну страну, где је подигнут торањ, под којим се налазе балкон и свечана сала. Најраскошније обрађена фасада ка тргу Светог Тројства са централним истуреним ризалитом рашчлањеним стубовима и троугластим фронтоном на чијем фризу је уписана година градње. Посебан акценат композицији даје кула звоник квадратне основе са балконом на конзолама и пажљиво обликованом лантерном на врху. Торањ је дограђен 1892. године по пројекту инжењера Милана Гргурова. На торњу су дежурали ватрогасци, у приземљу зграде налазили су се дућани, на спрату градска управа и чиновништво, а двориште је служило као спремиште ватрогасне опреме и штала за варошке коње. У згради је био смештен архив града и, неко време, градска библиотека.
У Свечаној сали одржаване су седнице градског Магистрата и изабраног Обштества. У њој је новембра 1918. године извршена примопредаја града између дотадашњих аустроугарских и представника српске краљевске власти. Седиште локалне самоуправе налазило се у Градској кући све до 1962. године. Данас се овде налазе просторије политичких странака, невладиних организација и јавних гласила, док су у приземљу локали.
Конзерваторски радови су извођени 1968. и 1991. године.